# Мальпіка-де-Бергантіньйос
Мальпіка-де-Бергантіньйос (гал. Malpica de Bergantiños, ісп. Malpica de Bergantiños) — муніципалітет в Іспанії, у складі автономної спільноти Галісія, у провінції Ла-Корунья. Населення — 6228 осіб (2009).
Муніципалітет розташований на відстані близько 532 км на північний захід від Мадрида, 34 км на захід від Ла-Коруньї.
Муніципалітет складається з таких паррокій: Барісо, Буньйо, Камбре, Серкеда, Лейлойо, Мальпіка-де-Бергантіньйос, Менс, Віланова-де-Сантісо.

## Демографія
Динаміка населення (INE ):

## Галерея зображень

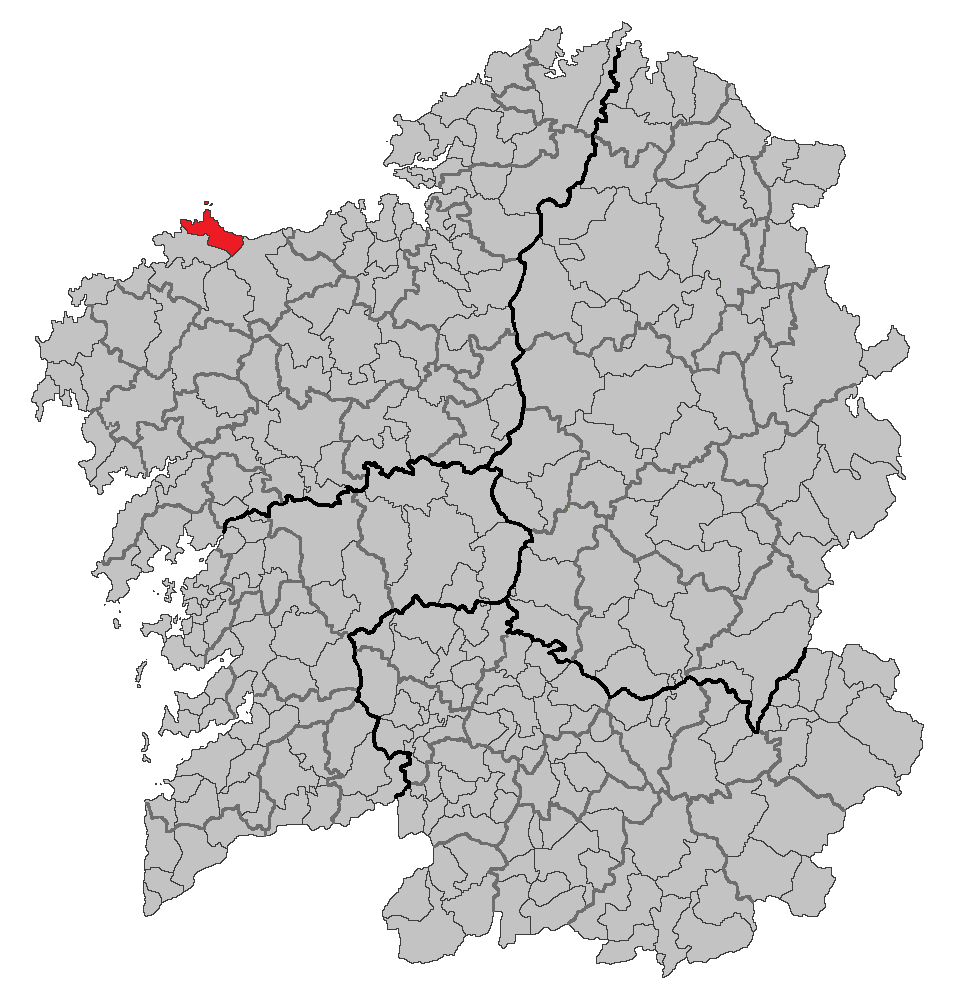
Розташування муніципалітету
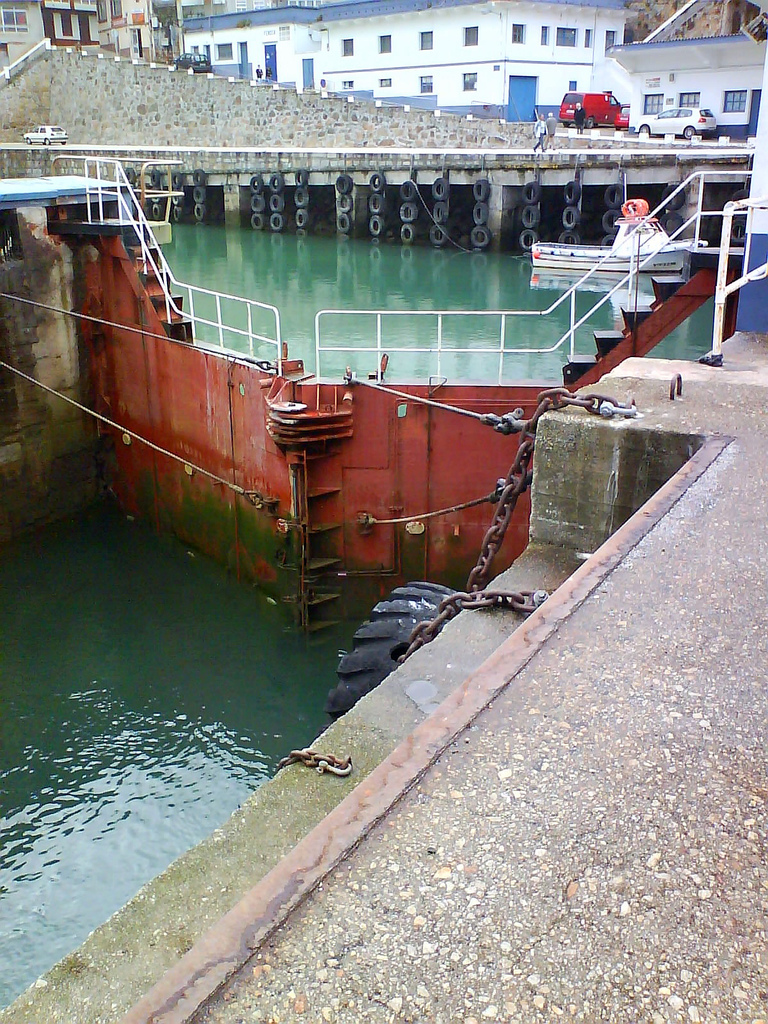
Порт